# Буховецький Савелій Григорович
Савелій Григорович Буховецький (нар. 1858, Біла Церква — пом. 27 квітня (10 травня) 1915, Умань) — оперний і концертний співак (баритон), антрепренер. Батько кінорежисера Дмитра Буховецького

## Біографія
Народився в Білій Церкві у 1852 році (за іншими джерелами — у 1852), з десяти років співав в хорі у синагозі. У 1873—1878 роках навчався співу в Петербурзькій консерваторії. Після закінчення навчання на запрошення антрепренера Й. Я. Сєтова став солістом Київської опери, в якій виступав до 1881 року. Гастролював в Харкові і Одесі (1884), Києві (1897, 1911), а також в Петербурзі (1878, 1892–94), Тифлісі (1882–84, 1885–88, 1903–04), Казані та Саратові (1890–91). В 1897—1898 роках виступав в московському Большому театрі.
Організував оперну антрепризу, з нею гастролював в Херсоні (1899), Орлі (1901) та ін.
Вів педагогічну діяльність.

## Репертуар
Савелій Буховецький мав глибокий голос з м'яким тембром і широким діапазоном.
Перші партії: Спарафучіле («Ріголетто» Дж. Верді, 1878), Євгеній Онєгін (однойм. опера П. Чайковського, 1884), Князь Островський («Княгиня Островська» Г. В'яземського, 1882), Король Рене («Іоланда» С. Юферова, 1893).
Серед найкращих партій: Амонасро («Аїда» Дж. Верді).
Інші партії: Руслан («Руслан і Людмила» М. Глінки), Демон (однойм. опера А. Рубінштейна), Червоне сонечко («Рогнеда» О. Сєрова), Ілля Муромець («Ілля Муромець, або Російські богатирі» Л. Малашкін); Валентин («Фауст» Ш. Ґуно), Ескамільйо («Кармен» Ж. Бізе), Граф де Невер («Гугеноти» Дж. Мейєрбера), Нелюско («Африканка» Дж. Мейєрбера), Жорж Жермон («Травіата» Дж . Верді), Ріголетто і Спарафучіле («Ріголетто» Дж. Верді), Яго («Отелло» Дж. Верді), Граф ді Луна («Трубадур» Дж. Верді).